# Коваріаційний аналіз
Коваріаційний аналіз — розділ аналізу даних, що намагається визначити модель зв'язку між залежною величиною, та набором кількісних та якісних величин. Таким чином він є ніби синтезом регресійного та дисперсійного аналізів.